# Абани (Чад)
Абани (фр. Abani) — деревня в Чаде, расположенная на территории региона Канем. Входит в состав департамента Канем.

## География
Деревня находится в западной части Чада, к северо-востоку от озера Чад, на высоте 303 метров над уровнем моря.
Абани расположен на расстоянии приблизительно 188 километров к северо-северо-востоку (NNE) от столицы страны Нджамены. Ближайшие населённые пункты: Бультоа, Манаваки, Абани-Арак, Мондо, Абукиема, Кокоде, Дигелаба.
Климат деревни характеризуется как аридный жаркий (BWh в классификации климатов Кёппена).

## Транспорт
Ближайший аэропорт расположен в городе Нгури.